# 8583 Froberger
8583 Froberger eller 1997 AK6 är en asteroid i huvudbältet som upptäcktes den 8 januari 1997 av den italiensk-amerikanske astronomen Paul G. Comba vid Prescott-observatoriet. Den är uppkallad efter den tyske tonsättaren Johann Jacob Froberger.